# ديفيد يونغ (سباح)
ديفيد يونغ (بالإنجليزية: David Young)‏ (20 أبريل 1907 – 16 يناير 1988) هو سبّاح من الولايات المتحدة راحل، مثّل بلاده في الألعاب الأولمبية الصيفية 1928.

## روابط خارجية
ديفيد يونغ على موقع أوليمبيديا (الإنجليزية)